# Arcidiocesi di New York

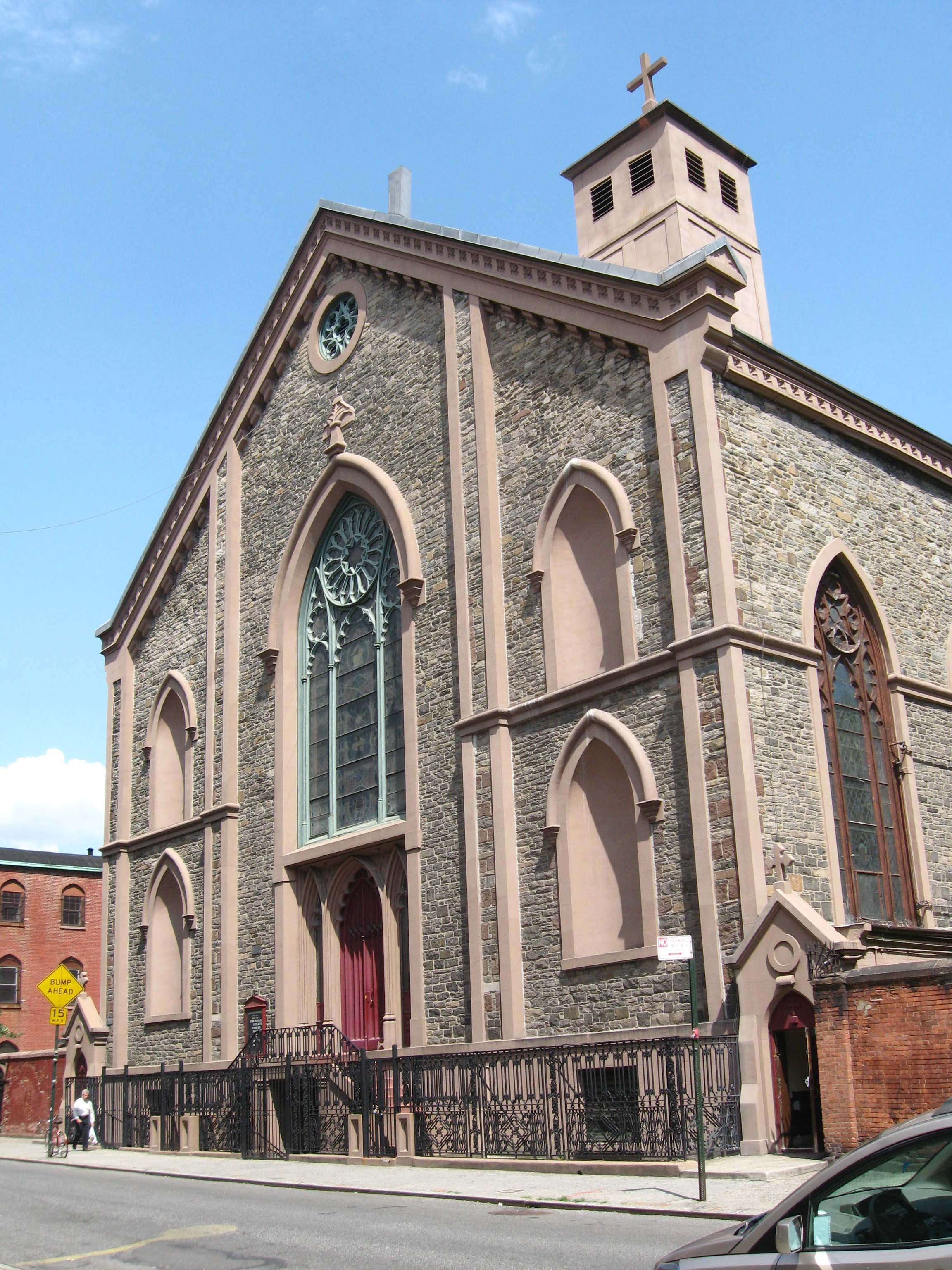
L'antica cattedrale di San Patrizio.

L'arcidiocesi di New York (in latino Archidioecesis Neo-Eboracensis) è una sede metropolitana della Chiesa cattolica negli Stati Uniti d'America. Nel 2023 contava 2.819.000 battezzati su 6.265.000 abitanti. È retta dall'arcivescovo cardinale Timothy Michael Dolan.

## Territorio
L'arcidiocesi comprende la parte meridionale dello stato di New York negli Stati Uniti d'America, e precisamente:
- le contee di Dutchess, Orange, Putnam, Rockland, Sullivan, Ulster e Westchester;
- e i borough newyorkesi di Manhattan, The Bronx e Staten Island.

Sede arcivescovile è la città di New York, dove si trova la cattedrale di San Patrizio (Saint Patrick's Cathedral). L'antica cattedrale di San Patrizio (Old St. Patrick's) è stata elevata al rango di basilica minore da papa Benedetto XVI nel 2010.
Il territorio si estende su 12.212 km² ed è suddiviso in 287 parrocchie.

### Provincia ecclesiastica
La provincia ecclesiastica di New York, istituita nel 1850, si estende per intero sullo stato di New York, e comprende le seguenti suffraganee:
- diocesi di Albany,
- diocesi di Brooklyn,
- diocesi di Buffalo,
- diocesi di Ogdensburg,
- diocesi di Rochester,
- diocesi di Rockville Centre,
- diocesi di Syracuse.

## Storia

### Dal 1784 al 1808
Il 26 novembre 1784 papa Pio VI eresse la prefettura apostolica degli Stati Uniti d'America (oggi arcidiocesi di Baltimora), creando una giurisdizione separata per gli Stati Uniti da quella della Chiesa cattolica del Regno Unito. Nello stesso anno, il nuovo stato di New York abrogò la legge pre-coloniale che proibiva ai sacerdoti cattolici di risiedere a New York.
Dopo l'abrogazione delle leggi contro i sacerdoti cattolici, il console francese J. Hector St. John de Crèvecœur organizzò una comunità cattolica di laici nel 1785 per inaugurare la chiesa di San Pietro a Manhattan, la prima chiesa cattolica a New York; la comunità acquistò la terra per una nuova chiesa dalla Trinity Church, integrando le donazioni della comunità con un dono di mille pezzi d'argento di Carlo III di Spagna. La chiesa di San Pietro fu dedicata nel 1787 e tra i suoi fedeli vi furono Elizabeth Ann Seton e il filantropo Pierre Toussaint. Nel 1800 la congregazione aprì una scuola presso la chiesa, la prima scuola cattolica di New York.

### Dal 1808
La diocesi di New York fu eretta l'8 aprile 1808 con il breve Ex debito di papa Pio VII, ricavandone il territorio dalla diocesi di Baltimora, che fu contestualmente elevata ad arcidiocesi, avendo New York come suffraganea. 
Il 18 giugno 1834, con la bolla Benedictus Deus, papa Gregorio XVI confermò il territorio di giurisdizione dei vescovi di New York, esteso a tutto lo stato di New York e alle contee di Somerset, Middlesex, Monmouth, Morris, Essex, Sussex e Bergen dello stato del New Jersey.
Il 23 aprile 1847 cedette porzioni del suo territorio a vantaggio dell'erezione delle diocesi di Albany e di Buffalo.
Il 19 luglio 1850 la diocesi è stata elevata al rango di arcidiocesi metropolitana con la bolla Universi Dominici gregis di papa Pio IX.
Il 29 luglio 1853 ha ceduto altre porzioni di territorio a vantaggio dell'erezione delle diocesi di Brooklyn e di Newark (oggi arcidiocesi).
Il 21 marzo 1929 ha ceduto le isole Bahamas, comprese nella sua giurisdizione dal 28 luglio 1885, a vantaggio dell'erezione della prefettura apostolica di Bahama (oggi arcidiocesi di Nassau).

## Cronotassi degli arcivescovi
Si omettono i periodi di sede vacante non superiori ai 2 anni o non storicamente accertati.
- Richard Luke Concanen, O.P. † (8 aprile 1808 - 19 giugno 1810 deceduto)
  - Sede vacante (1810-1814)
- John Connolly, O.P. † (4 ottobre 1814 - 6 febbraio 1825 deceduto)
- John Dubois, P.S.S. † (23 maggio 1826 - 20 dicembre 1842 deceduto)
- John Joseph Hughes † (20 dicembre 1842 succeduto - 3 gennaio 1864 deceduto)
- John McCloskey † (6 maggio 1864 - 10 ottobre 1885 deceduto)
- Michael Augustine Corrigan † (10 ottobre 1885 succeduto - 5 maggio 1902 deceduto)
- John Murphy Farley † (15 settembre 1902 - 17 settembre 1918 deceduto)
- Patrick Joseph Hayes † (10 marzo 1919 - 4 settembre 1938 deceduto)
- Francis Joseph Spellman † (15 aprile 1939 - 2 dicembre 1967 deceduto)
- Terence James Cooke † (2 marzo 1968 - 6 ottobre 1983 deceduto)
- John Joseph O'Connor † (26 gennaio 1984 - 3 maggio 2000 deceduto)
- Edward Michael Egan † (11 maggio 2000 - 23 febbraio 2009 ritirato)
- Timothy Michael Dolan, dal 23 febbraio 2009

## Statistiche
L'arcidiocesi nel 2023 su una popolazione di 6.265.000 persone contava 2.819.000 battezzati, corrispondenti al 45,0% del totale.
| anno | popolazione | popolazione | popolazione | presbiteri | presbiteri | presbiteri | presbiteri                | diaconi | religiosi | religiosi | parrocchie |
| anno | battezzati  | totale      | %           | numero     | secolari   | regolari   | battezzati per presbitero | diaconi | uomini    | donne     | parrocchie |
| ---- | ----------- | ----------- | ----------- | ---------- | ---------- | ---------- | ------------------------- | ------- | --------- | --------- | ---------- |
| 1900 | 1.000.000   | ?           | ?           | 449        | 227        | 676        | 1.479                     |         |           |           | 259        |
| 1910 | 1.219.920   | ?           | ?           | 605        | 324        | 929        | 1.313                     |         |           |           | 331        |
| 1950 | 1.260.328   | 4.900.000   | 25,7        | 2.100      | 1.114      | 986        | 600                       |         | 2.264     | 7.246     | 395        |
| 1962 | 1.651.400   | 4.950.000   | 33,4        | 2.533      | 1.260      | 1.273      | 651                       |         | 1.256     | 8.562     | 403        |
| 1970 | 1.850.000   | 5.500.000   | 33,6        | 2.678      | 1.210      | 1.468      | 690                       |         | 3.158     | 7.444     | 407        |
| 1976 | 1.880.788   | 5.147.200   | 36,5        | 2.189      | 1.352      | 837        | 859                       | 31      | 1.832     | 6.044     | 407        |
| 1980 | 1.851.000   | 5.077.000   | 36,5        | 2.529      | 1.146      | 1.383      | 731                       | 116     | 2.021     | 5.700     | 410        |
| 1990 | 2.223.290   | 5.115.000   | 43,5        | 2.444      | 1.006      | 1.438      | 909                       | 286     | 1.942     | 4.533     | 412        |
| 1999 | 2.371.355   | 5.254.300   | 45,1        | 1.892      | 882        | 1.010      | 1.253                     | 320     | 419       | 3.707     | 413        |
| 2000 | 2.407.393   | 5.276.400   | 45,6        | 1.998      | 1.006      | 992        | 1.204                     | 277     | 1.560     | 3.375     | 412        |
| 2001 | 2.388.047   | 5.276.900   | 45,3        | 2.008      | 1.023      | 985        | 1.189                     | 343     | 1.458     | 3.376     | 412        |
| 2002 | 2.471.742   | 5.492.762   | 45,0        | 1.944      | 1.017      | 927        | 1.271                     | 354     | 1.438     | 3.267     | 411        |
| 2003 | 2.488.146   | 5.529.214   | 45,0        | 1.811      | 935        | 876        | 1.373                     | 354     | 1.442     | 3.269     | 411        |
| 2004 | 2.521.087   | 5.602.418   | 45,0        | 1.835      | 922        | 913        | 1.373                     | 359     | 1.493     | 3.153     | 409        |
| 2009 | 2.605.000   | 5.789.000   | 45,0        | 1.783      | 932        | 851        | 1.461                     | 290     | 1.340     | 2.840     | 370        |
| 2013 | 2.634.624   | 5.854.721   | 45,0        | 1.515      | 769        | 746        | 1.739                     | 292     | 1.251     | 2.589     | 368        |
| 2016 | 2.642.740   | 5.872.756   | 45,0        | 1.286      | 696        | 590        | 2.055                     | 319     | 962       | 2.260     | 368        |
| 2019 | 2.807.298   | 6.238.441   | 45,0        | 1.213      | 654        | 559        | 2.314                     | 388     | 917       | 2.118     | 288        |
| 2021 | 2.807.298   | 6.238.441   | 45,0        | 1.224      | 665        | 559        | 2.293                     | 375     | 855       | 1.908     | 284        |
| 2023 | 2.819.000   | 6.265.000   | 45,0        | 1.251      | 689        | 562        | 2.253                     | 363     | 892       | 1.761     | 287        |